# Ashkan Fardost
Ashkan Fardost, född 22 augusti 1985 i Teheran, är en svensk föreläsare inom innovation och digitalisering, kemist, och musiker. Han har medverkat som framtidsspanare i Gomorron Sverige i SVT1.

## Uppväxt
Ashkan Fardost växte upp i stadsdelen Kista i nordvästra Stockholms kommun.
Om sin uppväxt på 1990-talet uttalade han sig i Veckans Affärer 2016 att "Min uppfostran är 50 procent internet och 50 procent föräldrar. I den ordningen."

## Musik
I slutet på 1990-talet började Ashkan Fardost producera musik med hjälp av mjukvara på sin dator. Efter flera refuseringsbrev från skivbolag bestämde han sig för att spränga in sina egna låtar på skivor från de mest nedladdade artisterna på den olagliga fildelningstjänsten Napster. Hans musik spred sig och blev omskriven på nätet, varefter skivbolagen började kontakta Fardost för att skriva skivkontrakt. Han skrev sitt första skivkontrakt med Armada Music som 18-åring. Han har skrivit låtar åt bland annat Armin van Buuren och Nadia Ali samt skrivit och producerat temalåten till festivalen Trance Energy 2004.

## Utbildning
Ashkan Fardost gick naturvetenskaplig linje på Spånga gymnasium. År 2015 avlade han doktorsexamen i organisk kemi vid Uppsala universitet, där han forskade inom metallorganisk kemi och mikrovågskemi.
Ashkan tilldelades 2011 det pedagogiska priset av Farmacevtiska Studentkårens studieråd vid Uppsala universitet.

## Föreläsning
Ashkan Fardost föreläser om innovation och digitalisering och har bland annat medverkat på TEDxBerlin och TEDxÖstersund.
Hans musikaliska genombrott via hackandet av Napster samt erfarenheter som forskare inspirerade honom till att studera teknologins och digitaliseringens effekter på omvärlden.